# Fawzi Habashi
Fawzi Habashi (* 1924 in Sharouna, Gouvernement al-Minya in Oberägypten) ist ein ägyptischer Bauingenieur, der jedoch seit seiner Universitätszeit, erst als Nationalist im Kampf gegen die britische Kolonialmacht und dann als Kommunist, unter ständiger Beobachtung der ägyptischen Behörden steht.

## Leben
Habashi stammt aus einer koptischen Familie. Er besuchte die Oberschule in der Bezirkshauptstadt Minya und studierte dann an der damaligen Fu'ād-I.-Universität (heute Universität Kairo) in Kairo. Seinen Universitätsabschluss machte er 1946. In der Studienzeit in Kairo lebte er zusammen mit seinem Cousin, dem Literaten und Regimekritiker Louis Awad.
Habashi verbrachte 10 Jahre seines Lebens in ägyptischen Gefängnissen oder Straflagern, die ersten drei Jahre von Mai 1948 unter König Faruk, unter anderem in dem von den Briten eingerichteten Lager Hakestep in der Western Desert Ägyptens. Unter den Generälen Muhammad Nagib und Gamal Abdel Nasser wurde er als Kommunist verfolgt und verbrachte im Jahre 1959 einige Zeit zusammen mit seinem Cousin Awad in derselben Zelle. In den folgenden vier Jahren verbrachte er auch einige Zeit in dem Gefängnisneubau Al-Wahat, ebenfalls in der Wüste. Auch Nassers Nachfolger Anwar as-Sadat und Hosni Mubarak ließen den Aktivisten mehrmals inhaftieren, zuletzt 1987. Über diesen letzten, zweimonatigen Aufenthalt durfte Habashi bei der Veröffentlichung seines Buches im Jahre 2004 nicht berichten. Seine Zellengefährten waren unter anderen der Volksdichter Fouad Haddad, der Dichter Sunallah Ibrahim und Osama El-Ghazali Harb.
2011 erschien in englischer Übersetzung bei einem Berliner Verlag Habashis Lebensbericht Muataqal kol Al-Usour (Gefangener aller Epochen), der bereits 2004 im Verlag Dar Merit in Kairo erschienen war. Der Bericht ist ein typisches Beispiel der arabischen Gefängnisliteratur (adab as-sudschun).

## Werk
- Hayati fi al-watan, en.: Prisoner in all Epochs, Dar Merit, Kairo, 2004, ISBN 9773511979.
  - Prisoner of all Generations. My Life in the Homeland Egypt. Klaus Schwarz Verlag, Berlin 2011, ISBN 978-3-87997-350-7.[1] (Studien zum Modernen Orient 13)